# Gonypetella kilimandjarica
Gonypetella kilimandjarica är en bönsyrseart som beskrevs av Sjöstedt 1909. Gonypetella kilimandjarica ingår i släktet Gonypetella och familjen Mantidae.

## Underarter
Arten delas in i följande underarter:
- G. k. hyaloptera
- G. k. kilimandjarica